# Огублений ненапружений голосний заднього ряду високого підняття
Огублений ненапружений голосний заднього ряду високого піднесення (англ. Near-close near-back vowel) — один з голосних звуків.
Інколи називається огубленим ненапруженим заднім високим голосним.
- У Міжнародному фонетичному алфавіті позначається як [ʊ].
- У Розширеному фонетичному алфавіті SAM позначається як [U].

## Приклади
- Англійська мова: foot [fʊt] (нога).
- Німецька мова: hund [hʊnt] (собака).